# エドガー・ケイシー
エドガー・ケイシー（英語: Edgar Cayce, 1877年3月18日 - 1945年1月3日）は、予言者、心霊診断家。妻はガートルード・エヴァンズ。子供はヒュー・リン、ミルトン・ポーター、エドガー・エバンス。孫はチャールズ・トマス・ケイシー。彼の思想は神智学協会に始まる近代の神智学の影響が濃い。ニューエイジの思想に大きな影響を与えた。

## 経歴
アメリカ合衆国ケンタッキー州ホプキンスビル出身。幼少期は聖職者になることを希望していた。保険のセールスをしていたが、咽頭をこわし、会話がままならなくなり写真家に転向。この治療のために行われた催眠療法中に別の人格が現れ、自らの治療方法を述べ、その通りにすると症状は治った。他者の疾患の治療方法も答えることができ、心霊診断を行うようになった。1923年に印刷業者で宗教・哲学、特に近代神智学に詳しいアーサー・ラマース (Arthur Lammers) に出会い、ラマースは神智学の教えなどを催眠時のケイシーに質問し、ケイシーは神智学の影響を大きく受けた。病気診断や前世診断、霊的なアドバイスを行い、バージニア州に病院を創立するも、短期間で廃業。有力者の親族の治療を行った際に新聞に掲載され一部で知られるようになったが、彼を紹介する本が出版される晩年まで一般ではさほど有名ではなかった。
輪廻転生説を唱え、自分の前世はアトランティス人、ペルシアの王、トロイア出身の古代ギリシャの化学者であったと語った。
1944年9月に脳卒中を引き起こし、1945年1月3日に死去した。67歳没。それから3か月後、妻のガートルードもこの世を去った。

## リーディングの概要
彼はメスメリズムによる催眠状態で、人々からの相談や質問に答え、病気の診断や人生のアドバイスなどを行った。これはリーディングと呼ばれ、相談内容の多くは速記により記載された。主として彼自身の潜在意識（神智学用語に倣ってアカシックレコード（アカシャ記録）と呼ばれていた）にアクセスして質問者の問いに答えていたとされ、アカシックレコードには過去の輪廻転生の膨大な記憶が刻まれており、彼が病気を診断できるのは、ギリシャの化学者だった時の知識のためだという。個人の疾患に関する質問に対して、体を神経の状態や各臓器の状態また体の状態なども透かしたように話し、病気の治療法などを口述する。彼のリーディングの記録は14000件にもおよび、米国の「Association for Research and Enlightenment (A.R.E.)」で利用可能な状態で保管されている。同社団では「眠れる予言者(Sleeping prophet)」と呼ばれている。米国で流行するニューエイジはケイシーリーディングに影響を強く受けていると言われ、輪廻転生、霊性進化論、代替医療、アトランティス神話、UFO宗教、ヨガ、瞑想等の神智学的・オカルト的な思想の普及に一役買っている。ちなみに、ニューエイジ思想は、「キリスト」と自らのヨガ等の瞑想によって接触ができるとするなど、キリスト教と似て非なるものなっていることから、エドガー・ケイシーも含めてローマ教皇庁から注意喚起が発せられている（例：ニューエイジについてのキリスト教的考察）ように、思想面ではキリスト教異端に属する、もしくはキリスト教ではない。ケイシーのリーディングは極めて聖書的であるが、聖書に書かれている癒やしを起こす方法、また悪霊（精神錯乱）を追い出す方法に関しては述べていない。
ケイシーは自宅のソファに横たわり、催眠状態で様々な過去を視ることができた、とされている。ケイシーはクムランにあったエッセネ派の集落の場所を正確に示し、その歴史上の役割についても詳細に述べた。マイケル・タルボットは、11年後に死海文書が発見された事で、ケイシーの話は立証されたと述べている。ノストラダムスやジーン・ディクソンとともに世界三大予言者と言われることもある。他の予言者同様、予言にはあいまいな表現が見られ、多くは当否が確認できないリーディングの半数以上が、病気治療のフィジカル・リーディングと呼ばれるものである。リーディングへの対価は募金制だったため、生活は苦しかった。リーディングによって競馬で大儲けした者、医療で目覚ましい業績を残した者、懇意にしていた事業家といった神話的エピソードもあるが、いずれも仲違いをしたり急死したなどとされ、これらの出来事は記録が残っていない。記録として残されているリーディングから神話的な評価をすることは困難である。
その治療には、病気は患者自身の誤った思い・信念によるというキリスト教の異端的潮流ニューソートの影響が認められる。病気は前世で抱えた問題が原因であることが多いとも語っている。リーディングを参照して体系化された処方をケイシー健康法と呼び、それを応用して治療に当たるクリニックも米国にある（AREクリニック）。なお、これらの宣伝には、日本の医師法、薬事法に抵触するものも含まれている（例えば「がんの治癒」や「育毛効果」は治験等の再現性が確保されていないため、明らかに医師法違反となる。当該処方では疾患の治療を目的とした事業はできないため「ケイシー療法」という表現は国内法違反であり、「ケイシー健康法」のような予防を連想させる用語が本来は正しい。）ケイシーによる療法には、ハーブ、ミネラルを利用しがんなどを治療する「ホクシー療法」がある。ヒマシ油を使うものもよく知られている。
ケイシーが、相談者のが身体的な悩みにアドバイス、治療方法を示した「フィジカル・リーディング」に対し、「ライフ・リーディング」と呼ばれる、人生について悩める人々に与えた助言の数々がある。「ライフ・リーディング」は、人の魂は死後も永遠に存在し続け、転生を繰り返すという神智学の思想を濃く受けたもので、自身が信教していたキリスト教の教義や現在の常識ではにわかには受け入れがたい概念を示し、アトランティス大陸滅亡をめぐる超古代文明を語った。リーディングした1600人の内700人が前世は近代神智学でいう第四根源人種のアトランティス人であったとされ、人生で説明のつかない災難の多くは前世に起因しているという。またケイシーは、アドルフ・ヒトラーとヨシフ・スターリンも、アトランティス人の生まれ変わりであると述べていた。ケイシーは、霊的存在から進化した人間たちがアトランティス大陸に文明を築き、クリスタルに閉じ込めた霊力から莫大なエネルギーを取り出して利用したり、原子エネルギー、空中移動、レーザー光など高度なテクノロジーがあったと語った。
ケイシーのリーディング情報に着目した"Norfolk Study Group"によってまとめられた聖書の研究や、グループ内の教育用に作成され承認を求めた"A Search for God"といった派生文献も見られる。

## 評価・批判
1943年3月、トマス・サグルーによる、ケイシーの最初の伝記『There is a River』が刊行された。リーディングの記録を分析し歴史観や思想を論じた本など、晩年から死後にかけてケイシーに関する著作が複数出版されて広く読まれ、徐々に社会に知られるようになった。
1950年にジナ・サーミナラが著した『Many Mansions』（邦題：転生の秘密）は版を重ね、ロングセラーとなった。1967年から68年にかけて本国で計8冊もの関連書籍が出版され、ニューエイジ思想の浸透に大きく寄与した。
彼の情報源であるアカシックレコードは、求められる情報の性質によって得手・不得手があるとされている。例えば、前世の行為に基づく災難や病疫、聖書の記者に聞かなければ理解できないこと、質問者の個性や長所、治療や健康に関する医学的な質問、といった属人的な情報は比較的有用であったともいわれるが、一方、石油はどこに埋蔵されているか、日本軍の侵攻の予定、あるいは普遍的な真理や瞑想の人生への応用等の質問への回答は有用とは言い難く、具体性に欠き抽象的な表現が多い。時々寄せられる、予言が正確でなかった場合の苦情への回答や、予言ができないという説明として、個人の行動に依存するものや選択によるもの、あるいはビジョンの不足により予言できないものもあるとも述べている（257-27 22 Ans，311-11 24Ans 他）。
また、未来の予言に関するものに限れば、当たっているものを探す方が難しく、アトランティスの再浮上、ピラミッドに隠された文献の発見、日本の海への没入（1958年から1998年の間に日本の大部分が沈没するといった予言が有名でありハラリエルという「警告」の天使が語った特殊な例とされる）といった予言の類は外れている。1998年にイエス・キリストが再来し、その際巨大地震が相次いで起こり地球の地形が一変するという予言も外れている。
初期の頃のケッチャム医師やアーサー・ラマースらによって残された、神話的な治療、形而上学的なリーディングや、十中八九を当てた予知能力といった、一部の神話化されたエピソードが前面に出ることで、強い予知能力を持っている印象を与えている。しかし、実際に記録として残されているリーディング結果に当たった予言があるかは不明である。記録によって検証される範囲では、少なくとも超常的なリーディングの内容を見いだすのは困難であり、一部のケイシー研究家や占い師によって、神話が伝承されている状況にある。
また瞑想だけで人格が高まるような表現や、「中世の文明から抜け出たばかりの日本人は、西洋人が見えるようなオーラを見ることができず、無理して視力を酷使しているため、皆眼鏡をかけている」と揶揄するなど、人種差別的な発言もある。表象文化論を研究する埼玉大学基盤教育研究センター准教授の加藤有希子は、当時のオーラ言説の多くは植民地主義的人種差別や女性蔑視の温床になっており、ケイシーの場合も「社会的弱者に対して優位性を示したいという、コロニアリズム特有の歪んだ欲望が見て取れる」と指摘している。

## 日本での紹介
小説家の十菱愛彦の長男の十菱麟は1952年にフルブライト奨学生としてオハイオ州立大学に留学した。スヴェーデンボリの神学思想に基づく教会に入信しようとして1953年に強制送還される。帰国後、高校教諭や英語講師などをつとめているときにジョゼフ・ミラードが著した『Edgar Cayce: Mystery Man of Miracles』（1956年）に出会った。1958年春、バージニアビーチにある「Association for Research and Enlightenment (A.R.E.)」に手紙を書き、翻訳の許可を得た。1959月10月、自身が経営する翻訳会社の英瑞カンパニーから『奇蹟の人 エドガー・ケイシーの生涯』として翻訳出版した。これが日本で最初に紹介されたケイシーに関する図書となった。日本心霊科学協会の機関誌『心霊研究』1960年5月号は同書を大きく取り上げた。
十菱麟は1959年春頃、ライトル・W・ロビンソンの小冊子『Lost Atlantis』（1958年）の翻訳を高校教師の加藤頴子に依頼した。加藤は1961年の春休みに大半を訳し終えた。同年7月、吉岡恒、井田仁と共訳で『沈没大陸アトランティス』とのタイトルでサカイ・ブックス社から刊行した。
戦後、進駐軍に勤務していた瀬川愛子は心霊主義や超心理学に関する文献が米国学界でないものかと、GHQが設置したCIE図書館に通い詰めた。ジョゼフ・バンクス・ラインの書物や、Gina Cerminaraの『Many Mansions: The Edgar Cayce Story on Reincarnation』（1950年）を知り、やがてラインとサーミナラと文通をするまでに至った。瀬川は胸部疾患のため1960年に小金井病院に入院。療養中にベッドの上で医者に隠れて『Many Mansions』を訳した。1961年8月、『窓はひらかる』のタイトルで「多賀暎」との筆名で、インフォーメーション出版社から刊行した。著者名は「ジナ・チャーミナラ」と表記された。ほどなくして瀬川（多賀）は亡くなった。
実業家の瓜谷長造の長男の瓜谷侑広は1963年頃、人から「面白い翻訳書がある」と『窓はひらかる』のことを聞いた。一般書店では売ってなかったため、知人から借りて読んだ。瓜谷はまたこの頃、「現代人の深刻な悩みを解決する道は人間の中にある霊的な次元を開発し、これを世に広める以外にない」と考え、雑誌『たま』を刊行した。そして自身の会社（西応出版部）から、1966年12月に『窓はひらかる』を再出版した。1969年4月、瓜谷は株式会社たま出版を設立した。1973年に同書を『転生の秘密』と改題してたま出から刊行し、同書はロングセラーとなった。

## 大衆文化への影響
- 1967年から68年にかけて本国で計8冊もの関連書籍が出版されると影響を受けた作品が現れた。英国のシンガーソングライター、ドノヴァンは1968年、アトランティス神話を題材にした楽曲「幻のアトランティス」を発表した[20]。同曲は米国、西ドイツ、スイス、オーストリア、オランダ、ニュージーランドなどでいずれもチャート・ベスト10入りを果たした。
- ケイシーは「アトランティスにおける神秘のクリスタルの活用」という説を初めに唱えたが、様々なアトランティスの著述家やSF作家に取り入れられ、テレビアニメ『ふしぎの海のナディア』（1990年-1991年）やディズニーのアニメ映画『アトランティス 失われた帝国』（2001年）などにアイデアが利用されている[11]。
- ケイシーの思想に影響を受けたニューエイジの旗手の一人で女優のシャーリー・マクレーンは、自身の前世はアトランティス人であると述べた。